# Clarine Seymour
Clarine E. Seymour (9 de diciembre de 1898 – 25 de abril de 1920) fue una actriz de cine mudo estadounidense.

## Primeros años
Seymour era la mayor de los dos hijos de Albert V. Seymour y Florence Seymour en Brooklyn, un matrimonio adinerado que era devoto metodista. Tenía un hermano menor. Albert Seymour dirigía un próspero negocio de fabricación de cintas. Seymour comenzó a aparecer en "entretenimientos" en la iglesia de la familia cuando era niña. A principios de 1916, Albert Seymour enfermó y se vio obligado a cerrar su negocio. La familia se trasladó a New Rochelle, Nueva York donde Seymour encontró trabajo en Thanhouser Film Company como extra de cine para ayudar a mantener a su familia. Mientras estaba en Thanhouser, apareció en dos cortometrajes, Pots-and-Pans Peggy y It Happened to Adele. Como resultado de su trabajo a través de esa compañía, obtuvo trabajo a través de Pathé en un serial de Pearl White.

## Carrera

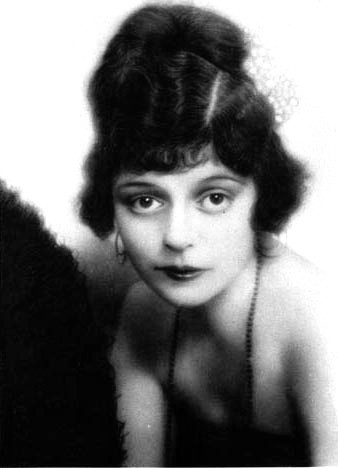
Seymour circa 1917-1919

En 1917, Seymour apareció en Mystery of the Double Cross de Pathé junto con la actriz Mollie King. Hal Roach vio su actuación y le ofreció un contrato cinematográfico con su Rolin Film Company. Seymour aceptó y se trasladó a Los Ángeles para actuar como actriz principal en los seriales de comedia cinematográfica de Toto the Clown (interpretado por Armando Novello). A lo largo de 1918, apareció en el serial de Toto y también tuvo un papel secundario en el cortometraje cómico Just Rambling Along (1918), juntó con Stan Laurel. El acuerdo con Roach no tardó en agravarse después de que Seymour afirmara que la habían despedido por negarse a hacer sus propias acrobacias. Presentó una demanda contra la empresa y se le concedió una indemnización de 1.325 dólares (aproximadamente $27 000 actualmente) en daños y perjuicios. Mientras el caso estaba pendiente, Seymour apareció en cortos de comedia para los cortos de comedia de Al Christie.
En 1918, Seymour conoció a Victor Heerman. Heerman dirigió una prueba cinematográfica en la que participaron Seymour y uno de los actores de la compañía Artcraft de D.W. Griffith, Robert Harron. Griffith quedó encantado con el emparejamiento y con la habilidad de Seymour para la comedia ligera, y la contrató como miembro de su compañía de actores. Griffith eligió a Seymour junto a Harron, Richard Barthelmess y Carol Dempster en el drama The Girl Who Stayed at Home (1919). Aunque la película no fue bien recibida por la crítica, la actuación de Seymour sí lo fue y el interés del público por ella comenzó a crecer. Ese mismo año, volvió a formar pareja con Robert Harron en True Heart Susie (1919), en la que también actuaba Lillian Gish. Seymour siguió con un papel en Scarlet Days (1919), también junto a Richard Barthelmess y Carol Dempster. En 1920, Griffith contrató a Seymour para el papel principal de The Idol Dancer. La película no fue bien recibida por el público, pero éste quedó prendado de la actuación de Seymour. Poco después del estreno de la película, Seymour apareció en la portada de Motion Picture Magazine.

## Muerte
A principios de 1920, Griffith volvió a contratar a Seymour, esta vez en Way Down East. A mitad del rodaje, el 21 de abril, Seymour cayó enferma debido a un "estrangulamiento intestinal". Fue trasladada al Misericordia Hospital de Nueva York para recibir tratamiento, pero su estado no mejoró. Fue operada de urgencia pero murió tras desarrollar una neumonía el 25 de abril de 1920. Seymour está enterrada en el Greenwood Union Cemetery en Rye, Nueva York.
La actriz Mary Hay fue elegida para el papel de Seymour en Way Down East y su parte se volvió a rodar. En la película terminada se pueden ver imágenes de Seymour en planos largos. El 26 de septiembre se celebró en Robert Brunton Studios una ceremonia en memoria de Seymour, Ormer Locklear, Olive Thomas y Robert Harron (que murió de una herida de bala accidental autoinfligida dos días después del estreno de Way Down East). Los cuatro habían fallecido ese año y fueron elogiados por el director William Desmond Taylor. Taylor fue asesinado menos de 18 meses después; su asesino nunca fue capturado.

## Filmografía
| Año  | Título                          | Papel                          | Notas                                                                                    |
| ---- | ------------------------------- | ------------------------------ | ---------------------------------------------------------------------------------------- |
| 1917 | The Mystery of the Double Cross |                                | Serial                                                                                   |
| 1917 | Pots-and-Pans Peggy             |                                |                                                                                          |
| 1917 | It Happened to Adele            | Mary                           |                                                                                          |
| 1918 | A One Night Stand               |                                |                                                                                          |
| 1918 | Fare, Please                    |                                | Cortometraje                                                                             |
| 1918 | His Busy Day                    |                                | Cortometraje                                                                             |
| 1918 | The Furniture Movers            |                                | Cortometraje                                                                             |
| 1918 | Fire the Cook                   |                                | Cortometraje                                                                             |
| 1918 | Beach Nuts                      |                                | Cortometraje                                                                             |
| 1918 | Do Husbands Deceive?            |                                | Cortometraje                                                                             |
| 1918 | Nipped in the Bud               |                                | Cortometraje                                                                             |
| 1918 | The Dippy Daughter              |                                | Cortometraje                                                                             |
| 1918 | Just Rambling Along             | Pretty Lady                    | Cortometraje                                                                             |
| 1918 | An Enemy of Soap                |                                | Cortometraje                                                                             |
| 1918 | Check Your Baggage              |                                | Cortometraje                                                                             |
| 1919 | Hustling for Health             | Hija de Mr. Spotless           | Sin acreditar Cortometraje                                                               |
| 1919 | Toto's Troubles                 |                                | Cortometraje                                                                             |
| 1919 | The Girl Who Stayed at Home     | Cutie Beautiful                |                                                                                          |
| 1919 | True Heart Susie                | Bettina Hopkins                | título alternativo: The Story of a Plain Girl True Heart Susie the Story of a Plain Girl |
| 1919 | Scarlet Days                    | Chiquita aka Little Flameheart |                                                                                          |
| 1920 | The Idol Dancer                 | Mary                           |                                                                                          |
| 1920 | Way Down East                   | Kate, la sobrina de Squire     | Imágenes eliminadas/restauradas                                                          |